# Odeonsplatz
L'Odeonsplatz è una piazza di Monaco di Baviera.

## Storia
Agli inizi del 1800 venne demolito lo Schwabinger Tor e fu iniziato un progetto di risistemazione delle case site nelle vicinanze. Nel 1817 Massimiliano I Giuseppe approvò un progetto di Leo von Klenze per la creazione di una piazza in tale zona, l'Odeonsplatz. L'idea di tale progetto era però del figlio di Massimiliano, Ludwig I. La piazza prese il nome dall'Odeon, una sala concerti costruita da Leo von Klenze tra il 1826 ed il 1828. Nel 1862 venne posto nella piazza un monumento equestre di Ludwig I, in cui il basamento è circondato da quattro allegorie che rappresentano la religione, l'arte, la poesia e l'industria. Il monumento è opera di Max Widnmann. Lungo la piazza si affacciano numerosi palazzi e monumenti tra cui:
- la Theatinerkirche;
- la Feldherrnhalle;
- il Hofgartentor (ingresso dell'Hofgarten);
- il Leuchtenbergpalais.